# Prevajalsko namizje
Prevajalsko namizje, tudi program s pomnilnikom prevodov (PP-program, Translation Memory software), je program za računalniško podprto prevajanje (CAT, Computer-Assisted Translation). Vsa prevajalska namizja uporabljajo pomnilnik prevodov in terminološko bazo, večina pa ponuja tudi vzporejevalnik besedil. PP-programi so lahko opremljeni tudi z drugimi orodji, ki prevajalcu olajšajo delo (npr. z elektronskimi slovarji, črkovalniki, slovnicami,strojnimi prevajalniki in integriranimi spletnimi iskalniki).
Prevajalska namizja so lahko komercialna ali pa prostokodna, vendar večina uporabnikov raje dela na plačljivih programih, ki so precej bolj dodelani kot brezplačne različice.
Po anketi, izvedeni leta 2006, je SDL Trados daleč najbolj razširjeno prevajalsko namizje, saj zaseda približno 75 % trga. Med najbolj priljubljene programe sodijo še Déjà Vu, Wordfast in Star Transit. 

## Komponente prevajalskega namizja

### Pomnilnik prevodov
Glavni članek: Pomnilnik prevodov
Pomnilnik prevodov je podatkovna zbirka, v katero se prevodi med prevajanjem shranjujejo in iz katere se lahko prevodi prikličejo. Program izvirno besedilo razdeli na  prevodne enote (ang. TU, Translation Unit), pri čemer je vsaka prevodna enota sestavljena iz para segmentov iz izvirnika in prevoda. En segment načeloma ustreza enemu stavku, lahko je pa tudi krajši (npr. naslov, alineja) ali daljši (odstavek), odvisno od želje in potrebe uporabnika. 
Pomnilnik pride najbolj do izraza pri besedilih, v katerih se določeni stavki in fraze stalno ponavljajo.

### Terminološka baza
Glavni članek: Terminološka baza
Terminološka je baza podatkov, v katero prevajalec shranjuje termine, ki bi mu lahko pri prevajanju prišli prav.  Urejevalnik terminološke baze je, poleg pomnilnika prevodov, druga ključna komponenta vsakega prevajalskega namizja. Prevajalec lahko prevode sam vnaša med prevajanjem, ali pa pusti, da program besedilo »predprevede«. To pomeni, da program samodejno poišče in nadomesti izraze v izvirniku z ustreznicami iz bazi, prevajalec pa delo pregleda in odpravi  morebitne napake.
Izdelava terminološke baze zna biti zamudno opravilo, zato nekateri programi nudijo funkcijo »luščenja terminov« iz besedila. Orodje poišče na podlagi določenih algoritmov potencialne izraze, ki bi lahko bili termini, in ustvari glosar. 

### Vzporejevalnik besedil
Glavni članek: Vzporejanje (pomnilnik prevodov)
Pomnilnik prevodov, ki je ob nakupu prazen, se polni in pridobiva na uporabnosti, ko ga prevajalec uporablja. Obstaja pa še drug način, kako lahko uporabnik zelo hitro doda nove prevodne enote – z vzporejanjem besedil.
Za vzporejanje je potrebno imeti izvirnik in njegov prevod v digitalni obliki. Prevajalec besedili naloži v program, ki teksta poravna in razdeli na segmente. Po vzporejanju je nujno treba preveriti, ali je program nalogo dobro opravil, saj že en narobe poravnan segment zamakne vse nadaljnje poravnave in prevodne enote, ki iz tega nastanejo, so lahko popolnoma napačne.

### Strojni prevajalnik
Glavni članek: Strojno prevajanje
Nekatera boljša prevajalska namizja ponujajo tudi dostop do strojnih prevajalnikov (npr. Systran ali Google Translate), ki samodejno prevedejo izbran del besedila. Vendar takšni prevodi so zelo grobi, zato mora prevajalec nujno pregledati prevod in odpraviti napake.
Za slovenščino tovrstni strojni prevajalniki še ne obstajajo. 